# Dolly Alderton

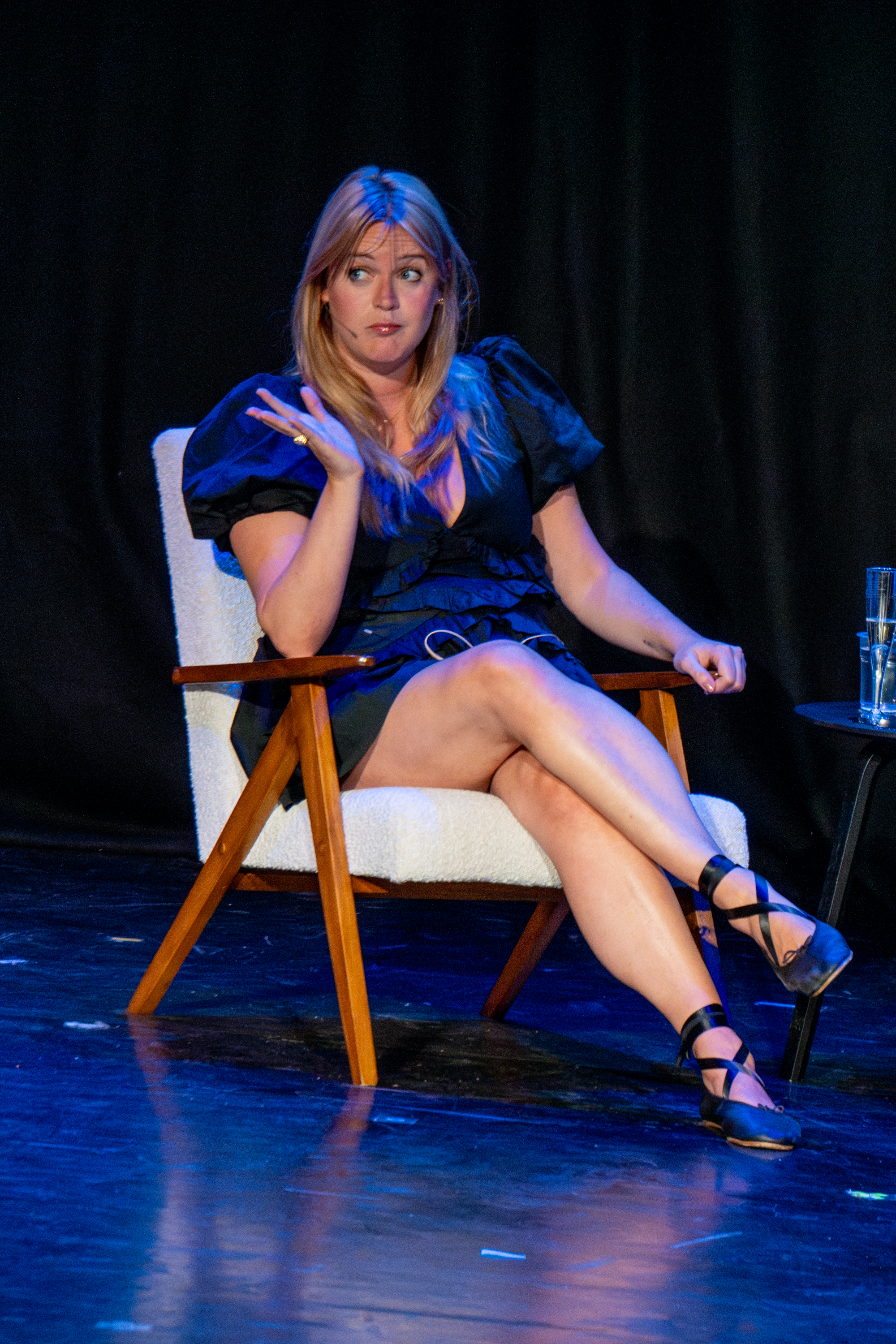
Dolly Alderton, 2024

Dolly Alderton (geborene Hannah Alderton, * 31. August 1988) ist eine britische Journalistin und Podcasterin, die zu den erfolgreichsten Autorinnen Großbritanniens zählt.

## Lebenslauf
Die in London geborene Alderton wuchs bei ihren britisch-kanadischen Eltern in Stanmore auf. Sie machte das Bakkalaureat an der University of Exeter und erreichte einen Magister-Abschluss an der City University London. Ab 2015 arbeitet sie als The Sunday Times-Kolumnistin.

## Preise und Auszeichnungen
- 2018: British Book Award für Autobiografie

## Werke im Original
- Good Material. Fig Tree, London 2023, ISBN 978-0-241-52366-7.

## Deutsche Übersetzungen
- Dolly Alderton: Alles, was ich weiß über die Liebe. Kiepenheuer & Witsch, Köln 2019.
- Dolly Alderton: Gespenster. Roman. Übersetzt von Eva Bonné. Atlantik Verlag, Hamburg 2021.
- Dolly Alderton: Die besten Antworten auf die wichtigsten Fragen im Leben. Alle Highlights aus der berühmten Sunday-Times-Style-Kolumne. Übersetzt von Eva Bonné. Atlantik Verlag, Hamburg 2023, ISBN 978-3-455-01634-5.
- Dolly Alderton: Am Ende ist es ein Anfang. Roman. Übersetzt von Zoë Beck. Atlantik Verlag, Hamburg 2024, ISBN 978-3-455-01736-6.